# Brett Lancaster
Brett Daniel Lancaster (Shepparton, 15 de noviembre de 1979) es un deportista australiano que compitió en ciclismo en las modalidades de pista, especialista en la prueba de persecución por equipos, y ruta, campeón olímpico en Atenas 2004 y bicampeón mundial en pista.

## Trayectoria
Participó en tres Juegos Olímpicos de Verano, entre los años 2000 y 2008, obteniendo una medalla de oro en Atenas 2004 en la prueba de persecución por equipos (junto con Graeme Brown, Bradley McGee y Luke Roberts).
Ganó dos medallas de oro en el Campeonato Mundial de Ciclismo en Pista, en los años 2002 y 2003.
En carretera perteneció al equipo australiano GreenEDGE entre los años 2012 y 2015, y obtuvo la victoria en tres etapas del Giro de Italia (en 2005 y las contrarrelojes por equipos de 2014 y 2015) y la victoria en la contrarreloj por equipos del Tour de Francia 2013. Además, ganó dos medallas de plata en el Campeonato Mundial de Ciclismo en Ruta, en los años 2013 y 2014, ambas en la prueba de contrarreloj por equipos.
En 2005 fue condecorado con la Medalla de la Orden de Australia (OAM).

## Medallero internacional

### Ciclismo en pista
| Juegos Olímpicos   | Juegos Olímpicos     | Juegos Olímpicos | Juegos Olímpicos        |
| Año                | Lugar                | Medalla          | Competición             |
| ------------------ | -------------------- | ---------------- | ----------------------- |
| 2004               | Atenas (Grecia)      | Medalla de oro   | Persecución por equipos |
| Campeonato Mundial |                      |                  |                         |
| Año                | Lugar                | Medalla          | Competición             |
| 2002               | Ballerup (Dinamarca) | Medalla de oro   | Persecución por equipos |
| 2003               | Stuttgart (Alemania) | Medalla de oro   | Persecución por equipos |

### Ciclismo en ruta
| Campeonato Mundial | Campeonato Mundial  | Campeonato Mundial | Campeonato Mundial       |
| Año                | Lugar               | Medalla            | Competición              |
| ------------------ | ------------------- | ------------------ | ------------------------ |
| 2013               | Florencia (Italia)  | Medalla de plata   | Contrarreloj por equipos |
| 2014               | Ponferrada (España) | Medalla de plata   | Contrarreloj por equipos |

## Palmarés

### Palmarés en pista
1998 (como amateur)
- 3.º en el Campeonato de Australia Persecución
- Victoria, Persecución por Equipos (haciendo equipo con Timothy Lyons, Luke Roberts y Michael Rogers)

1999 (como amateur)
- Frisco, Persecución por Equipos (haciendo equipo con Graeme Brown, Nigel Grigg y Luke Roberts)
- Cali, Persecución por Equipos (haciendo equipo con Graeme Brown, Nigel Grigg y Luke Roberts)

2002
- Campeonato Mundial Persecución por Equipos (haciendo equipo con Peter Dawson, Luke Roberts y Stephen Wooldridge)

2003
- Campeonato Mundial Persecución por Equipos (haciendo equipo con Graeme Brown, Peter Dawson y Luke Roberts)

2004
- Campeonato Olímpico Persecución por Equipos (haciendo equipo con Graeme Brown, Bradley McGee y Luke Roberts)

### Palmarés en ruta
2002
- Tour de Overijssel

2004
- 1 etapa del Tour de Langkawi

2005
- 1 etapa del Giro de Italia

2008
- 1 etapa de la Vuelta a Alemania

2010
- 1 etapa de la Tour de California

2013
- 1 etapa de la Vuelta a Eslovenia

## Resultados en Grandes Vueltas y Campeonatos del Mundo
| Carrera         | Carrera         | 2002 | 2003 | 2004  | 2005  | 2006 | 2007  | 2008  | 2009  | 2010  | 2011 | 2012 | 2013  | 2014 | 2015  |
| --------------- | --------------- | ---- | ---- | ----- | ----- | ---- | ----- | ----- | ----- | ----- | ---- | ---- | ----- | ---- | ----- |
|                 | Giro de Italia  | —    | Ab.  | 123.º | 112.º | —    | 115.º | —     | —     | —     | Ab.  | Ab.  | 121.º | Ab.  | 128.º |
|                 | Tour de Francia | —    | —    | —     | —     | —    | Ab.   | 126.º | 127.º | 159.º | —    | Ab.  | 154.º | —    | —     |
|                 | Vuelta a España | —    | —    | —     | —     | —    | —     | —     | —     | —     | —    | —    | —     | Ab.  | —     |
| Mundial en Ruta | Mundial en Ruta | —    | —    | —     | Ab.   | —    | —     | —     | —     | —     | —    | —    | —     | —    | —     |

| —: No participó | Ab: Abandono |

## Equipos
- iTeamNova.com (2002)
- Ceramica Panaria (2003-2006)
  - Panaria-Fiordo (2003)
  - Ceramica Panaria-Margres (2004)
  - Ceramica Panaria-Navigare (2005-2006)
- Team Milram (2007-2008)
- Cervélo Test Team (2009-2010)
- Garmin-Cervélo (2011)
- Orica-GreenEDGE (2012-2015)